# Васильев, Михаил Павлович (лётчик)
Михаи́л Па́влович Васи́льев (1922—1976) — майор Советской Армии, участник Великой Отечественной войны, Герой Советского Союза (1945).

## Биография
Михаил Васильев родился 11 ноября 1922 года в деревне Поздняково (ныне — Иркутский район Иркутской области) в семье крестьянина. В 1937 году он окончил семь классов школы села Хомутово того же района, после чего поступил на учёбу в Иркутский техникум советской торговли. Одновременно учился в аэроклубе, который окончил в 1939 году. В 1940 году Васильев был призван на службу в Рабоче-крестьянскую Красную Армию Иркутским городским военным комиссариатом и направлен в Новосибирскую военную школу пилотов. Проходил обучение в авиационной школе с ноября 1940 года до июля 1941 года, когда был отчислен из неё по состоянию здоровья и направлен в пехотную часть. Проходил службу в 233-м стрелковом полку 97-й стрелковой дивизии. В феврале-июне 1942 года Васильев находился на Западном фронте Великой Отечественной войны. В июне-августе 1942 года он был помощником командира взвода 202-го запасного стрелкового полка, в августе-декабре — инструктором парашютно-десантной службы 6-го отдела разведывательного отделения штаба Западного фронта. На последней должности совершил 18 боевых вылетов на самолёте «Ли-2» в ночное время суток на сброс десантных групп и боеприпасов во вражеский тыл.
В декабре 1942 — декабре 1943 года Васильев был лётчиком 634-го ночного бомбардировочного авиаполка 325-й ночной бомбардировочной авиадивизии. В составе 1-й воздушной армии Западного фронта Васильев совершил 52 (по другим данным — 69) боевых вылетов. В декабре 1943 — августе 1944 года он проходил переобучение на самолёт «Ил-2» в 1-й учебно-тренировочной авиабригаде. Окончив курс переобучения, Васильев вновь был направлен на фронт Великой Отечественной войны. Участвовал в боях на 3-м Белорусском фронте. До января 1945 года был лётчиком, затем до апреля 1945 года — старшим лётчиком, а затем до конца войны — командиром звена.
Принимал участие в Каунасской, Гумбинненской, Восточно-Прусской, Инстербургско-Кёнигсбергской, Кёнигсбергской, Земландской операциях. К концу войны гвардии лейтенант Михаил Васильев командовал звеном 75-го гвардейского штурмового авиаполка 1-й гвардейской штурмовой авиадивизии 1-й воздушной армии 3-го Белорусского фронта. К тому времени он совершил 100 успешных боевых вылетов на «Ил-2» на штурмовку и бомбардировку живой силы и боевой техники противника, 52 ночных боевых вылета на «По-2», 18 ночных боевых вылетов на «Ли-2» по сброске десанта и боеприпасов. В ходе произведённых штурмовок Васильев лично уничтожил и повредил 14 танков, 16 автомашин, 4 БТР, 24 артиллерийских орудия и ряд другой боевой техники, а также уничтожил около 150 вражеских солдат и офицеров.
Указом Президиума Верховного Совета СССР от 29 июня 1945 года за «мужество и героизм, проявленные при нанесении штурмовых и бомбардировочных ударов по врагу» Михаил Васильев был удостоен высокого звания Героя Советского Союза с вручением ордена Ленина и медали «Золотая Звезда» за номером 8722.
После окончания войны Васильев продолжил службу в Советской Армии, был командиром эскадрильи 215-го штурмового авиаполка в Оловяннинском районе Челябинской области, окончил высшую офицерскую школу штурманов ВВС в Краснодаре. В 1955 году в звании майора Васильев был уволен в запас. Проживал и работал в Ленинграде. Умер (по некоторым данным, трагически погиб) 8 января 1976 года. Похоронен на Южном кладбище Санкт-Петербурга.

## Награды
- Медаль «Золотая Звезда» Героя Советского Союза
- Орден Ленина
- два ордена Красного Знамени
- Орден Отечественной войны 1-й степени
- Орден Славы 3-й степени
- медали[1]

## Память
В честь М. П. Васильева названа улица в селе Хомутово, там же ему установлен памятник.